# Thanda Private Game Reserve
Thanda Private Game Reserve är ett femstjärnigt safarihotell som ligger i centrala Elefantkusten i KwaZulu-Natal, Sydafrika. Hotellet startades av det svenska entreprenörsparet Christin och Dan Olofsson.
Hotellet är engagerat i flera projekt som gynnar hållbar utveckling, arbetsmöjligheter och bekämpning av hiv och aids i Sydafrika. 
Thanda har fyra år i rad utsetts till världens lyxigaste lodge, år 2009-2012, av the World Travel Awards. 